# Peptidoglucano

Estructura molecular del peptidoglucano

El peptidoglucano o mureína es un copolímero (polisacárido que contiene aminoácidos) que forma una capa similar a una malla por fuera de la membrana plasmática de la mayoría de las bacterias, formando la pared celular. El componente de azúcar consta de cadenas lineales formadas por residuos alternantes de N-acetilglucosamina (NAG) y ácido N-acetilmurámico (NAM) unidos por enlaces glucosídicos β-(1,4). Unido al ácido N-acetilmurámico hay una cadena peptídica de tres a cinco aminoácidos. La cadena peptídica se puede entrecruzar con la cadena peptídica de otra hebra formando una capa similar a una malla 3D. El peptidoglucano cumple una función estructural en la pared celular bacteriana y da forma a la célula, brindando resistencia estructural y contrarrestando la presión osmótica del citoplasma. El peptidoglucano también está involucrado en la fisión binaria durante la reproducción de células bacterianas. Las bacterias en forma de L y los micoplasmas, ambos sin paredes celulares de peptidoglucano, no proliferan por fisión binaria, sino por un mecanismo de gemación. El mecanismo de acción de la lisozima y de antibióticos como la penicilina o vancomicina se basa en destruir o inhibir la formación de la pared bacteriana.
La unión repetitiva de capas da como resultado una densa capa de peptidoglucano. Esta capa de peptidoglucano es crítica para mantener la forma celular y soportar altas presiones osmóticas, y es reemplazada regularmente por la producción de peptidoglucano. La hidrólisis y la síntesis de peptidoglucano son dos procesos que deben ocurrir para que las células crezcan y se multipliquen. Esta técnica se lleva a cabo en tres etapas: recorte del material actual, inserción de material nuevo y entrecruzamiento del material existente con material nuevo.
La capa de peptidoglucano es sustancialmente más gruesa en las bacterias Gram-positivas (20 a 80 nanómetros) que en las bacterias Gram-negativas (7 a 8 nanómetros). Dependiendo de las condiciones de pH, el peptidoglucano forma alrededor del 40 al 90% del peso seco de la pared celular de las bacterias Gram-positivas, pero solo alrededor del 10% de las cepas Gram-negativas. Por lo tanto, la presencia de niveles altos de peptidoglucano es el principal determinante de la caracterización de bacterias como Gram-positivas. En las cepas Gram-positivas, es importante en funciones de unión y con propósitos de serotipificación. Tanto para las bacterias grampositivas como para las gramnegativas, las partículas de aproximadamente 2 nm pueden pasar a través del peptidoglucano.
Es difícil saber si un organismo es grampositivo o gramnegativo usando un microscopio; Se requiere la tinción de Gram, creada por Hans Christian Gram en 1884. En el procedimiento de tinción de Gram las bacterias se tiñen con varios colorantes, como cristal violeta, alcohol de yodo y safranina. Las células Gram-positivas son de color púrpura después de la tinción, mientras que las células Gram-negativas son rojas.
Las arqueas no poseen mureína, sino pseudopeptidoglucano formado por N-acetilglucosamina unida al ácido N-acetiltalosaminurónico mediante enlaces β-(1,3).

## Estructura
La capa de peptidoglucano en la pared celular bacteriana es una estructura en ajam red cristalina formada por cadenas lineales de dos aminoazúcares alternos, la N-acetilglucosamina (GlcNAc o NAG) y el ácido N-acetilmurámico (MurNAc o NAM). Los azúcares alternos están conectados por enlaces glucosídiocos β-(1,4). Cada MurNAc está unido a una cadena de aminoácidos corta (de 4 a 5 residuos), que contiene L-alanina, ácido D-glutámico, ácido meso-diaminopimélico y D-alanina en el caso de Escherichia coli (una bacteria Gram-negativa ) o L-alanina, D-glutamina, L-lisina y D-alanina con un puente de 5-glicina entre tetrapéptidos en el caso de Staphylococcus aureus (una bacteria Gram-positiva). El peptidoglucano, del que existen más de cien variantes, es una de las fuentes más importantes de D-aminoácidos en la naturaleza.
Al encerrar la membrana interna, la capa de peptidoglucano protege a la célula de la lisis causada por la presión de turgencia. Cuando la pared celular crece, conserva su forma a lo largo de su vida, por lo que una forma de barra seguirá siendo una forma de barra y una forma esférica seguirá siendo una forma esférica de por vida.
El entrecruzamiento entre aminoácidos en diferentes cadenas lineales de aminoazúcar ocurre con la ayuda de la enzima DD-transpeptidasa y da como resultado una estructura tridimensional que es fuerte y rígida. La secuencia específica de aminoácidos y la estructura molecular varían según la especie bacteriana.
Los tipos de peptidoglucano de las paredes celulares bacterianas se usan en taxonomía para clasificar los diferentes tipos de bacterias. Las arqueas no contienen peptidoglucano (mureína). Algunas Archea contienen seudopeptidoglucano (pseudomureína)

Estructura del peptidoglucano. NAG = N-acetilglucosamina (también llamada GlcNAc o NAGA), NAM = Ácido N-Acetilmuramico (también llamado MurNAc o NAMA).
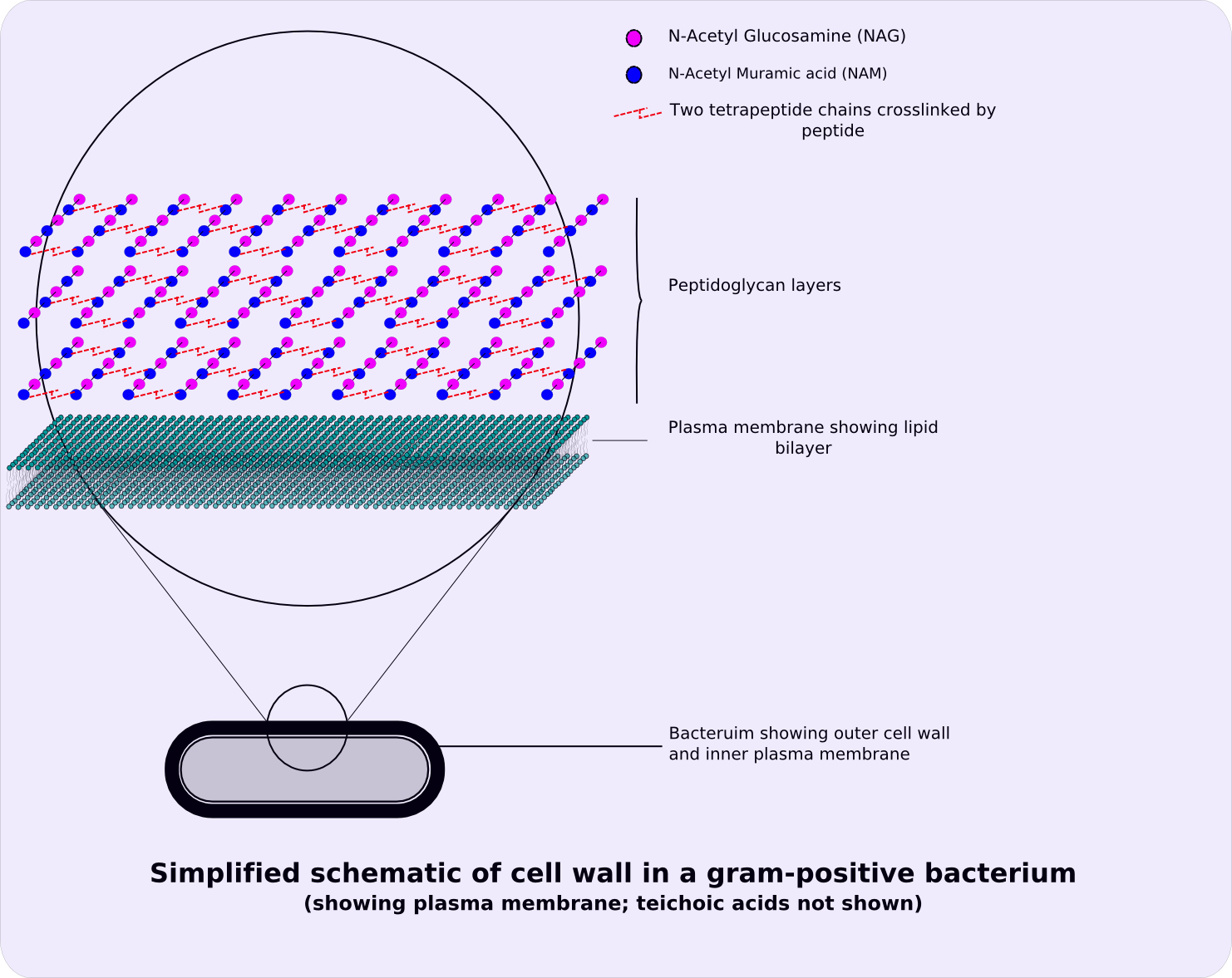
Pared celular Gram positiva
Proteínas de unión a la penicilina formando enlaces cruzados en la pared celular recién formada.

## Biosíntesis
Los monómeros de peptidoglucano se sintetizan en el citosol y luego se unen a un portador de membrana bactoprenol. El bactoprenol transporta monómeros de peptidoglucano a través de la membrana celular donde se insertan en el peptidoglucano existente.
En el primer paso de la síntesis de peptidoglucano, la glutamina, que es un aminoácido, dona un grupo amino a un azúcar, fructosa 6-fosfato. Esto convierte la fructosa 6-fosfato en glucosamina-6-fosfato. En el paso dos, se transfiere un grupo acetilo de acetil CoA al grupo amino en el glucosamina-6-fosfato creando N-acetil-glucosamina-6-fosfato. En el paso tres del proceso de síntesis, el N-acetil-glucosamina-6-fosfato se isomeriza, lo que cambiará la N-acetil-glucosamina-6-fosfato a N-acetil-glucosamina-1-fosfato.
En el paso 4, el N-acetil-glucosamina-1-fosfato, que ahora es un monofosfato, ataca al UTP. El trifosfato de uridina, que es un nucleótido de pirimidina, tiene la capacidad de actuar como fuente de energía. En esta reacción particular, después de que el monofosfato ha atacado el UTP, se libera un pirofosfato inorgánico y se reemplaza por el monofosfato, creando UDP-N-acetilglucosamina (2,4). (Cuando se usa UDP como fuente de energía, emite un fosfato inorgánico). Esta etapa inicial se usa para crear el precursor de la NAG en peptidoglicano.
En el paso 5, parte de la UDP-N-acetilglucosamina (UDP-GlcNAc) se convierte en UDP-MurNAc (ácido UDP-N-acetilmurámico) mediante la adición de un grupo lactilo a la glucosamina. También en esta reacción, el grupo hidroxilo C3 eliminará un fosfato del carbono alfa del fosfoenolpiruvato. Esto crea lo que se llama un derivado de enol que NADPH reducirá a un "resto de lactilo" en el paso seis.
En el paso 7, el UDP-MurNAc se convierte en pentapéptido UDP-MurNAc mediante la adición de cinco aminoácidos, que generalmente incluyen el dipéptido D-alanil-D-alanina. Cada una de estas reacciones requiere la fuente de energía ATP. Todo esto se conoce como la Etapa uno.
La etapa dos ocurre en la membrana citoplasmática. Es en la membrana donde un transportador de lípidos llamado bactoprenol transporta precursores de peptidoglucano a través de la membrana celular. El bactoprenol atacará la penta UDP-MurNAc, creando una penta PP-MurNac, que ahora es un lípido. UDP-GlcNAc luego se transporta a MurNAc, creando Lipid-PP-MurNAc penta-GlcNAc, un disacárido, también un precursor del peptidoglicano. Todavía no se comprende cómo se transporta esta molécula a través de la membrana. Sin embargo, una vez que está allí, se agrega a la cadena de glucano en crecimiento. La siguiente reacción se conoce como tranglicosilación. En la reacción, el grupo hidroxilo de GlcNAc se unirá a MurNAc en el glicano, lo que desplazará el lípido-PP de la cadena de glicano. La enzima responsable de esto es la transglicosilasa.}

## Inhibición
Algunos medicamentos antibacterianos, como la penicilina, interfieren con la producción de peptidoglucano al unirse a enzimas bacterianas conocidas como proteínas de unión a la penicilina o DD-transpeptidasas. Las proteínas de unión a la penicilina forman los enlaces entre las cadenas de oligopéptidos que entrelazan el peptidoglucano. Para que una célula bacteriana se reproduzca a través de la fisión binaria, se deben unir más de un millón de subunidades de peptidoglucano (NAM-NAG+oligopéptido) a las subunidades existentes. Las mutaciones en genes que codifican transpeptidasas que dan lugar a interacciones reducidas con un antibiótico son una fuente importante de la resistencia a antibióticos emergente. Dado que las bacterias en forma de L y los micoplasmas también carecen de peptidoglucano, ambos son resistentes a la penicilina.
También se pueden abordar otros pasos de la síntesis de peptidoglucano. El antibiótico tópico bacitracina se dirige a la utilización de C55-isoprenilo pirofosfato. Los lantibióticos, que incluyen el conservante alimentario nisina, atacan el lípido II.
La lisozima, que se encuentra en las lágrimas y constituye parte del sistema inmunológico innato del cuerpo, ejerce su efecto antibacteriano al romper los enlaces glucosídicos β-(1,4) en el peptidoglucano (ver arriba).

## Pseudopeptidoglucano
En algunas arqueas, es decir, miembros de Methanobacteriales y del género Methanopyrus, se ha encontrado pseudopeptidoglucano (pseudomureína). En el pseudopeptidoglucano, los residuos de azúcar son N-acetilglucosamina y ácido N-acetiltalosaminurónico unidos por enlaces peptídicos β-(1,3). Esto hace que las paredes celulares de dichas arqueas sean insensibles a la lisozima. Se ha descrito la biosíntesis de pseudopeptidoglicano.

## Mureína y Tinción de Gram
Gram Positivo
- La red de mureína está muy desarrollada y llega a tener hasta 40 capas.
- Ácido teicoico
- Los aminoácidos que lo forman son distintos entre especies.
- Esta constitución de la estructura química de la mureína es característica de la especie y constituye un buen parámetro taxonómico.
- Los aminoácidos L-diaminopimélico o D-lisina son relativamente frecuentes.
- Los polisacáridos están unidos por enlaces covalentes (en el caso de tenerlos).
- El contenido proteico es bajo.
- Alto contenido de lípidos.
- Bajo contenido de aminoazucares.

Gram Negativo
- La red de mureína presenta una sola capa.
- La constitución de mureína es igual en todas las bacterias Gram negativas.
- Contiene siempre únicamente meso-diaminopimélico.
- Nunca contiene lisina.
- No hay puentes interpeptídicos.
- Hay gran cantidad de lipoproteínas y lipopolisacáridos que representan hasta el 80% del peso seco de la pared celular.
- Necesitan calcio para mantener la estabilidad de las capas de lipopolisacáridos, lo que las hace vulnerables a la lisozima.
- No se han podido demostrar ácidos teicoicos.